# Ågård (by)
 For alternative betydninger, se Ågård. (Se også artikler, som begynder med Ågård)
Ågård er en by i Sydjylland. Den gamle landsby Ågård er mod nord vokset sammen med stationsbyen Gravens. De udgør et samlet byområde med 1.341 indbyggere  (2025). Ågård er beliggende 9 km øst for Egtved, 15 kilometer nord for Kolding og 17 kilometer syd for Vejle. Byen hører til Vejle Kommune og ligger i Region Syddanmark.

## Faciliteter
Ågård hører til Øster Starup Sogn. Øster Starup Kirke ligger i landsbyen Øster Starup 1 km øst for byen. Tæt ved Øster Starup Kirke ligger Øster Starup Skole med SFO og Øster Starup/Vester Nebel-Hallen.

## Historie
Ågård nævnes første gang i 1524. I 1688 var det en mellemstor landsby med 15 gårde og 4 huse langs bygaden. Landsbyen blev blokudskiftet i 1774-75, hvorefter mange gårde flyttede ud på deres lodder. Den kongelig privilegerede Ågård Kro blev opført i 1777, hvor bygaden krydser Vester Nebel Å.

### Skoler
Ågård fik en af Frederik IV's rytterskoler i 1721. I 1854 var den så forfalden, at sognebørnene restaurerede den. Ved døren indmurede man kongens fundats og en mindetavle om restaureringen. Skolen eksisterede som Ågård skole indtil 1958, hvor den sammen med Brakker skole fra 1853, Fredsted skole fra 1886 og degneboligen i Øster Starup blev afløst af centralskolen i Øster Starup. Ågård skole blev derefter kommunekontor indtil kommunesammenlægningen i 1970, og fra 1973 har den været børnehave.

### Ågård Forsamlingshus
I den ene ende af Ågård Mølles stuehus opstod Danmarks første forsamlingshus, hvor en flok unge mænd startede en foredragsforening i 1866. Mølleejeren stillede en grund til rådighed, hvor det nuværende forsamlingshus blev opført i 1883. Det blev udvidet i 1923 og fik en scene i 1930'erne.
Ågård Mølle var en stor arbejdsplads. Den havde en rugbrødsfabrik tilknyttet og har fungeret som elværk og senere som grovvarehandel. Bygningerne på møllegrunden blev revet ned i oktober-november 2015 for at forskønne byen og skabe tryghed.

### Jernbanen
Andelsmejeriet blev opført i 1889, og brugsforeningen blev oprettet i 1893, så Ågård var allerede en driftig landsby, da Gravens Station på Kolding-Egtved Jernbane (1898-1930) blev opført på bar mark 1½ km nord for byen. Trods den smalsporede banes ret korte levetid fik den stor betydning for byens og egnens erhverv. Ågård Mølle havde privat varehus på stationen, og der var sidespor til mejeriet og Skovgård Teglværk. Et af stationens 3 spor var beregnet til roetog, der kørte sukkerroer til saftstationen i Kolding.
Stationsbygningen er bevaret på Sønderskovvej 6. Øst for Bramdrupvej er der sået græs på det tidligere stationsterræn, og vest for vejen starter en 3½ km lang sti på Egtvedbanens tracé. Et af Vejle Kommunes mål er at forlænge denne natursti til Egtved.

### Det grundtvigianske miljø
Georg Valdemar Brücker var kapellan ved Øster Starup Kirke 1880-87 og samlede en frimenighed, der i 1887 opførte Ågård Frimenighedskirke, som er højt beliggende i den sydlige ende af Ågård med udsigt over byen. Brücker var kirkens præst til 1929, og der er indsat en mindetavle om ham i kirkemuren.
Fra den grundtvigianske frimenighed på Kirkebakken udgik en stribe skoleinitiativer. I 1900 opførtes en friskole, som dog ikke var sognets første, da der havde været en i Starup 1877-96. Lokalhistorikeren Poul Lindholm ledede friskolen til sin død i 1929, og den lukkede i 1974. Lindholm etablerede også en efterskole i 1907, dog kun for børn, der kunne bo hjemme. Den lukkede i 1937.
Brücker startede højskole i 1899 og opførte året efter en højskolebygning. Højskolen lukkede i 1922 og blev havebrugsskole indtil 1928. I 1942-46 var der sløjdskole. I 1961 startede Ågård Ungdomsskole, den nuværende Ågård Efterskole i højskolebygningen.

## Galleri
- Øster Starup kirke
- Rytterskolen, nu børnehave
- Egtvedbanens tracé krydser Borlev Bæk
- Ågård Frimenighedskirke
- Mindetavle over Brücker på Frimenighedskirken
- Øster Starup Skole
- Øster Starup/Vester Nebel-Hallen